# Syntormon spilivinskii
Syntormon spilivinskii är en tvåvingeart som beskrevs av Negrobov 1975. Syntormon spilivinskii ingår i släktet Syntormon och familjen styltflugor. Inga underarter finns listade i Catalogue of Life.